# Dirty Work (Rolling-Stones-Album)
Dirty Work ist das 18. Album der Band The Rolling Stones aus dem Jahre 1986.

## Allgemeine Informationen
Das Album erschien am 24. März 1986 bei CBS Records und wurde von Steve Lillywhite zusammen mit Mick Jagger und Keith Richards produziert. Es erreichte in den USA und in Großbritannien jeweils Platz 4 der Charts und blieb 15 respektive zehn Wochen dort. Dirty Work wurde in Paris und New York aufgenommen; das Album hatte vorübergehend den Titel 19 Stitches. Die Singleauskopplung Harlem Shuffle erreichte in England Platz 5. 
Von Kritikern wird es überwiegend als ein unterdurchschnittliches Album der Rolling Stones angesehen und gilt nicht selten als ihre schwächste Arbeit. Eine Ursache dafür ist das damalige schlechte Verhältnis zwischen Mick Jagger und Keith Richards, das auch in dem im Mai 1986 gedrehten Video zu One Hit (to the Body) dargestellt wird. Auch andere Titel, wie Fight, Winning Ugly und Dirty Work drücken die unzufriedene und aggressive Stimmung aus. Harlem Shuffle war bezeichnenderweise eine Fremdkomposition, da das bewährte Team Jagger und Richards zu dieser Zeit nicht funktionierte.
Mick Jagger war mit der Promotion seines ersten Soloalbums She’s the Boss beschäftigt und bei den Aufnahmesessions häufig abwesend, so dass Keith Richards mehr und mehr zur bestimmenden Kraft im Studio wurde. So trat er auf Dirty Work erstmals bei zwei Songs eines Rolling-Stones-Albums als Leadsänger auf – im Reggae-Stück Too Rude und in der Ballade Sleep Tonight. Diverse Musiker, darunter Jimmy Page als Gitarrist in One Hit (to the Body), Steve Jordan am Schlagzeug sowie Tom Waits und Bobby Womack in Sleep Tonight, unterstützten die Stones im Studio.
Die Rolling Stones widmeten das Album ihrem Ende 1985 verstorbenen Pianisten Ian Stewart, und am Ende des Albums ist ein kurzes Boogie-Woogie-Stück von Ian Stewart zu hören.

## Titelliste
Seite 1:
1. One Hit (to the Body) (Jagger/Richards/Wood) – 4:45
2. Fight (Jagger/Richards/Wood) – 3:09
3. Harlem Shuffle (Relf/Nelson) – 3:24
4. Hold Back (Jagger/Richards) – 3:53
5. Too Rude (Roberts) – 3:11

Seite 2:
1. Winning Ugly (Jagger/Richards) – 4:32
2. Back to Zero (Jagger/Richards/Leavell) – 4:00
3. Dirty Work (Jagger/Richards/Wood) – 3:53
4. Had It with You (Jagger/Richards/Wood) – 3:19
5. Sleep Tonight (Jagger/Richards) – 5:11
6. Key to the Highway (Big Bill Broonzy/Charles Segar) – 0:33 [nicht aufgelistet]

## Kommerzieller Erfolg

### Chartplatzierungen
| ChartsChartplatzierungen       | Höchstplatzierung | Wochen/ Monate |
| ------------------------------ | ----------------- | -------------- |
| Deutschland (GfK)              | 2 (23 Wo.)        | 23 Wo.         |
| Österreich (Ö3)                | 4 (3 Mt.)         | 3 Mt.          |
| Schweiz (IFPI)                 | 1 (10 Wo.)        | 10 Wo.         |
| Vereinigte Staaten (Billboard) | 4 (25 Wo.)        | 25 Wo.         |
| Vereinigtes Königreich (OCC)   | 4 (10 Wo.)        | 10 Wo.         |

| ChartsJahrescharts (1986) | Platzierung |
| ------------------------- | ----------- |
| Deutschland (GfK)         | 27          |
| Österreich (Ö3)           | 28          |

### Auszeichnungen für Musikverkäufe
| Land/Region                  | Auszeichnungen für Musikverkäufe (Land/Region, Auszeichnung, Verkäufe) | Verkäufe  |
| ---------------------------- | ---------------------------------------------------------------------- | --------- |
| Australien (ARIA)            | Platin                                                                 | 70.000    |
| Deutschland (BVMI)           | Gold                                                                   | 250.000   |
| Frankreich (SNEP)            | Gold                                                                   | 100.000   |
| Kanada (MC)                  | Platin                                                                 | 100.000   |
| Neuseeland (RMNZ)            | Platin                                                                 | 20.000    |
| Niederlande (NVPI)           | Gold                                                                   | 50.000    |
| Schweiz (IFPI)               | Gold                                                                   | 25.000    |
| Vereinigte Staaten (RIAA)    | Platin                                                                 | 1.000.000 |
| Vereinigtes Königreich (BPI) | Gold                                                                   | 100.000   |
| Insgesamt                    | 5× Gold · 4× Platin ·                                                  | 1.715.000 |

Hauptartikel: The Rolling Stones/Auszeichnungen für Musikverkäufe